# لاسو (بورکینافاسو)

لاسو شهری در شهرستان اوری در استان باله در بورکینافاسوی جنوبی است و جمعیت آن ۱۰۶۸ نفر است.